# Pier Paolo Maggiora
Pier Paolo Maggiora (Saluzzo, 30 agosto 1943) è un architetto italiano.

## Biografia
Si laurea in architettura con Carlo Mollino presso il Politecnico di Torino e completa la sua formazione con viaggi studio presso gli atelier e le fondazioni di alcuni grandi maestri del Movimento Moderno quali Frank Lloyd Wright, Le Corbusier, Alvar Aalto, Carlo Scarpa, Oscar Niemeyer e Kenzō Tange.
Nel 1967 apre il proprio studio a Torino.
Negli anni ottanta fonda la teoria del "Dialogo di Architettura", che promuove la progettualità creativa fra architetti nello stesso tempo, per restituire quel fascino della diversità unitaria che nella città storica si è stratificato lungo i secoli. Nel decennio successivo, nello scenario del postindustriale e della crisi ambiente/infrastrutture, sviluppa proposte progettuali tese a coinvolgere le dimensioni ambientale, territoriale, urbanistica e interdisciplinare. Fonda così la Teoria del "Territorio Architettonico". Tale metodo viene completato con la teoria del "Dialogo sulla Città".
I due testi insieme costituiscono il presupposto a il "Dialogo Progettuale", sperimentato poi in complessi progetti territoriali e architettonici, anche molto diversi tra loro.

## Opere e progetti
Tra i suoi Dialoghi Progettuali e le sue opere, si ricordano:
- - Dialogo Progettuale ARGE: la SICILIA del III Millennio: Città Metropolitana Globale e Piazza degli Scambi del Mediterraneo;
  - Dialogo Progettuale ARGE: Concept 0
  - Progetto Boca: Definizione della nuova centralità del quartiere di Boca in diretta connessione con il nuovo stadio della Bombonera e con il restauro e ristrutturazione della Bombonera storica (committente: C.A. Boca Juniors).
  - Dialogo Progettuale: Buenos Aires. Il Nuovo Centro Direzionale politico-amministrativo della Capital Federal (committente: Governo Capital Federal).
  - Progetto Skyline18: la Torre del Nuovo Centro Direzionale di Brescia (committente: Traco Spa)
  - Progetto Caofeidian: la Pechino dell'Innovazione, Prima Città Ecosostenibile del III Millennio e simbolo della contemporaneità della Rep. Popolare Cinese (committente: Governo della Rep. Popolare Cinese).
  - Dialogo Progetto Laguna Verde. Una Nuova Centralità nell'Area Metropolitana Torinese a Settimo Torinese, nella prospettiva della ipotizzata Area Megalopolitana TO-MI-GE (committente: Comune di Settimo Torinese).
  - Dialogo Progetto Jinhua, La Terza Città: il Nuovo Sistema Urbano verso il monte Jianfeng (committente: Città di Jinhua).
  - Dialogo Progettuale 100 Città: L'Italia, la Cina e le 100 Nuove Città. Progetto di metodo di attuazione per la realizzazione dei Nuovi Sistemi Urbani per le urbanizzazioni necessarie a 400 milioni di contadini cinesi (committente: Governo della Rep. Popolare Cinese).
  - Dialogo Progetto Le Nuove Arche: Centro Direzionale Urbano dell'economia e della finanza a Verona.
  - Progetto Susa 2. Completamento del Sistema direzionale SITAF S.p.A. a Susa, già realizzato nei primi anni novanta (committente: SITAF Spa)
  - Progetto Torre della Fiera: completamento della Nuova Fiera di Milano a Rho, nel quadro del completamento del sistema territoriale Expo 2015 e nella prospettiva della ipotizzata Area Megalopolitana TO-MI5 (committente: Torre di Rho Spa)
  - Dialogo Progetto ex Fiera, CityLife: il “Nuovo Centro” di Milano sul Quartiere Storico della Fiera  (con Zaha Hadid, Arata Isozaki e Daniel Libeskind) - (committente: CityLife, Assicurazioni Generali Spa, Allianza RAS Spa, Premafin Spa, Fratelli Lamaro Spa, Desarojo Urbano Barcellona).
  - Dialogo Progetto PalaHockey: Il Comparto Centrale Olimpico per i Giochi Olimpici Invernali di Torino 2006 (con Arata Isozaki) - (committente: Città di Torino).
  - Dialogo Progetto Turin Health Park (THP): la Città della Salute di Torino (committente: Olympic Inn Spa)
  - Progetto Nuova Sede della Banca di Spalato (committente: UniCredit Spa)
  - Progetto Grand Canyon: Ridefinizione dell'assetto del Sistema dei Servizi del Parco del Grand Canyon come nuova aggregazione urbana esterna al Parco, in prossimità della città di Tusayan, Arizona USA - (committente: Ministero degli Interni del Governo USA).
  - Dialogo Progetto Malpensa Business Park (con Arata Isozaki e Richard Rogers) - (committente: Impregilo Spa)
  - Progetto Minsk Tower: torre polifunzionale di 430 metri, simbolo della nuova Bielorussia (committente: Todini Spa)
  - Progetto Celima: Hotel di eccellenza ad Hammamet, Tunisia     (committente: Tubossider Spa)
  - Progetto Tabarka: Sviluppo della nuova Area Turistica a Tabarka, Tunisia (committente: Ministero del Turismo della Tunisia)
  - Progetto Au/OE: Sviluppo delle potenzialità immobiliari e di servizio lungo l'Autopista del Oeste-GCO Buenos Aires (committente:     Autostrada Torino-Milano Spa)
  - Progetto Zouaraa: Sviluppo della nuova Area Turistica di Zouaraa, Tunisia (committente: Gefim Spa)
  - Progetto LIAV, Linea Integrata Alta velocità: Sistema di Comunicazione Integrato sull'asse Torino-Milano con collegamento per Malpensa, mediante la realizzazione di un sistema ferroviario ad alta velocità nel contesto dell'adeguamento dell'autostrada A4 (committente: Autostrada Torino-Milano Spa)
  - Dialogo Progetto Ex Venchi Unica: Quartiere Polifunzionale Integrato (con Mario Botta, Filippo Barbano (sociologo) e Mario Deaglio (economista) - (committente: Città di Torino).
  - Dialogo Progetto Valentino: Il Rinnovo del Comparto Torino-Esposizioni (con Mario Botta e Hansel Hollein) - (committente: Ifil Spa)
  - Progetto Skyline 18: Costruzione di un grattacielo vicino alla stazione Frecciarossa di Brescia.

## Attività didattica e scientifica
Pier Paolo Maggiora è membro di diverse commissioni e comitati scientifici, tra cui:
- Presidente italiano del Gruppo di Lavoro Italo-Libico, per la progettazione e la pianificazione urbanistica, istituito nell'ambito dell'accordo inter-governativo Italia Libia
- Membro istituzionale della Commissione per il futuro di Roma Capitale
- Ha aderito, sin dalla sua istituzione, al comitato scientifico di Build Up Expo/Fiera di Milano
- Ha fatto parte del comitato scientifico della collana "Universale di Architettura", fondata da Bruno Zevi. Ha tenuto workshop e conferenze presso numerose Università Italiane e Straniere ed è stato membro di molteplici giurie internazionali, tra cui:

- il Concorso New Radiant City bandito dal Shenzhen Municipal Planning Bureau
- il Premio Internazionale alla Committenza in architettura Dedalo Minosse

Ha partecipato a diverse mostre internazionali e alle Biennali di Architettura di:
- Pechino, 2008 e 2006
- Città del Guatemala, 2006
- Buenos Aires, 2005 e 1998